# Glenea aegoprepiformis
Glenea aegoprepiformis é uma espécie de besouro da família Cerambycidae. Foi descrito por Stephan von Breuning em 1950. É conhecida a sua existência no Bornéu.